# Kuria (religia)
Kuria – zespół kolegialnych urzędników duchownych; ogół instytucji zarządzających Kościołem na czele z biskupem (te dawniej określano mianem konsystorzy) lub papieżem (Kuria Rzymska).
Wyróżnia się następujące typy kurii:
- Kuria rzymska – administracja, za pomocą której papież zarządza całym Kościołem. Składa się z kongregacji, trybunałów i komisji stałych;
- kurie biskupie, w których skład wchodzą:
  - wikariusz generalny – pełnomocnik biskupa w sprawach administracyjnych
  - oficjał – pełnomocnik biskupa w sprawach sądowych
  - kanclerz – kierownik biskupiej kancelarii
  - promotor sprawiedliwości – odpowiednik prokuratora
  - obrońca węzła małżeńskiego i święceń kapłańskich
  - sędziowie i egzaminatorzy
  - komisje mieszane (w których zasiadają także świeccy)
- kurie zakonne